# Stefi Pedersen
Ellen Stephanie „Stefi“ Pedersen, geborene Ellen Stephanie Mode (* 25. April 1908 in Berlin, Deutschland; † 24. März 1980 in Schweden), war eine deutsch-schwedische Psychologin und Hochschullehrerin.

## Leben
Pedersen war die einzige Tochter jüdischer Eltern und wurde katholisch getauft. Sie wuchs mit ihrer Mutter und ihrem Stiefvater in Berlin-Grunewald auf. Sie studierte Psychologie und begann Anfang der 1930er Jahre ihre Ausbildung am Berliner Psychoanalytischen Institut. Nach der Machtübernahme der Nationalsozialisten emigrierte sie 1933 und folgte ihrem Analytiker Otto Fenichel zunächst nach Prag und dann nach Oslo. Dort heiratete sie, wurde norwegische Staatsbürgerin, ließ sich aber 1939 wieder scheiden.
Sie legte 1942 ihr Magisterexamen in Geisteswissenschaften und Psychologie an der Universität Oslo ab. Nachdem die Nationalsozialisten in Norwegen einmarschiert waren, floh sie nach Schweden, wobei sie einer Gruppe jüdischer Kinder, die aus Österreich nach Norwegen gekommen waren, ein weiteres Mal zu fliehen half. Diese Kinder waren in Norwegen in dem von Nina Hasvoll geleiteten Kinderheim betreut und von Hasvoll und Nic Waal an die schwedische Grenze gebracht worden.
Pedersen machte in Stockholm bei dem ebenfalls emigrierten niederländischen Psychoanalytiker René de Monchy eine Lehranalyse. 1951 wurde sie außerordentliches und 1955 ordentliches Mitglied der Svenska Psykoanalytiska Föreningen.
Sie hielt neben ihrer psychoanalytischen Tätigkeit Vorlesungen und Seminare an den Universitäten in Bergen, Oslo und Uppsala und lehrte am Karolinska-Institut. In Stockholm war sie mehrere Jahre lang für die Ausbildung am Psychotherapiezentrum tätig. Besonders interessiert war sie an den Ansätzen von Alexander Mitscherlich, Erik H. Erikson und Margaret Little, mit der sie auch befreundet war.
Zu ihrer Zeit gehörte sie zu den wenigen schwedischen Psychoanalytikerinnen, die in etablierten internationalen Zeitschriften publizierten. Sie schrieb auch populärwissenschaftliche Artikel, unter anderem für die norwegische Zeitung Arbeiderbladet und das sozialistische Magazin Tiden. 1958 arbeitete sie in Kuba, wo sie Vorträge hielt, klinisch arbeitete und versuchte, eine psychoanalytische Vereinigung zu gründen. Anfang der 1960er Jahre wurde sie als Bildungsanalytikerin bei der Schwedischen Psychoanalytischen Vereinigung angestellt. Dies war bemerkenswert, da Pedersen keine medizinische Ausbildung hatte und es zu dieser Zeit ungewöhnlich war, Nichtärzte im Verband zu haben.
Ihre etwa sechzig Publikationen beschäftigten sich unter anderem mit den Themen Narzissmus, Kränkungen und den psychischen Folgen politischer Verfolgung. Sie befasste sich in mehreren ihrer nach dem Krieg veröffentlichten Aufsätze mit „Emigranten-Neurosen“, zu denen Symptome wie Bewusstseinsspaltung, Halluzinationen, Depersonalisierung und Gedächtnisstörungen gehören. Sie schrieb über Menschenrechte und arbeitete für und mit Flüchtlingen und Menschen, die in vielfältiger Weise ausgegrenzt wurden. Unter anderem arbeitete sie über die UNESCO mit schwer traumatisierten Menschen. Sie wies unermüdlich auf die erhebliche Not von Kindern in Armut hin und engagierte sich für eine menschenwürdige Flüchtlingsaufnahme.
Pedersen starb 1980. Ihr Grab befindet sich auf dem Friedhof Galärvarvskyrkogården in Stockholm.

## Veröffentlichungen
- Some psychoanalytic notes on a case of actual neurosis with obsessions. Psychoanal Rev 29, 1942, S. 427–433.
- Flukt og virkelighet. Samtiden Nr. 3, 1945.
- Psychopathological reactions to extreme social displacement (refugee neuroses). Psychoanal Rev 36, 1949, S. 344–354.
- Unconscious motives in pro-semitic attitudes. Psychoanal Rev 38, 1951, S. 361–373.
- Eidetics, obsessions and modern art. Am Imago 11, 1954, S. 341–362.
- Phallic fantasies, fear of death, and ecstacy. Am Imago 17, 1960, S. 21–46.
- Personality formation in adolescence and its impact upon the psycho-analytical treatment of adults. IJP 42, 1961, S. 381–388.
- Människa och ting. Essayer om psykoanalysen och de mänskliga rättigheterna. Stockholm, 1978.
- Psychoanalysis in our time, Essays. Translated by Victoria Schultz, (englisch). Indianapolis, Bobbs-Merrill 1973, ISBN 978-0-672-51411-1.
- Psykoanalys i vår tid och essäer i urval. Stockholm, 1986.